# NK Čakovec
Nogometni klub Čakovec bio je hrvatski nogometni klub iz Čakovca.

## Povijest
Osnovan je kao Čakovečki športski klub (skraćeno ČŠK) 1920. te je od te godine privremeni član Zagrebačkog nogometnog podsaveza. Klub je legalno počeo djelovati 1920. (osnivačka skupština održana je 24. kolovoza) nakon što je sklopljen mir s Mađarskom, no klub djeluje od 1912. kada su ga osnovali čakovečki obrtnici i trgovci.
ČŠK je 1924. prema Albumu nogometnih klubova Jugoslavije jedino imao nogometnu sekciju. Godine 1925. također je imao biciklističku, hazenašku (osnovana 1924.), lakoatletsku (osnovana 1923.) i stolnotenisku sekciju. Stolnoteniska sekcija (osnovana 1925.) bila je prva stolnoteniska sekcija nekog kluba u Hrvatskoj. Prvi međugradski turnir u Kraljevini SHS održan je 1928. u Čakovcu. Sudjelovali su ČŠK i Mura iz Murske Sobote u Sloveniji. Elizabeta Legenstein je 1930. postala prva stolnoteniska prvakinja Jugoslavije nakon pobjede u Murskoj Soboti. Protiv Mađarske je u Čakovcu 1930., na poziv Geze i Elizabete Legenstein u Čakovcu, održan prvi međugradski međunarodni stolnoteniski susret u Hrvatskoj.
ČŠK je također imao biljarsku, diletantsku (amatersko-kazališnu), hrvačku,  kuglačku, motociklističku (osnovana 1926.), plivačku (osnovana 1934.), šahovsku (osnovana 1933.), tenisku (osnovana 1926.), turističku, vaterpolsku (osnovana 1934.) i zimsku (klizačku i sanjkašku) sekciju.
Klupsko nogometno igralište otvoreno je 17. svibnja 1925. Najveći uspjeh kao član Zagrebačkog nogometnog podsaveza je osvajanje prvenstva provincije Zagrebačkog nogometnog podsaveza 1924./25. kada je pobijedio Marsoniju 2:1. U podsaveznom finalu igrao je u Zagrebu 7. lipnja 1925. protiv Građanskog, prvaka 1. razreda, od kojeg je izgubio 10:1. Od 1932. do 1940. bio je član Ljubljanskog nogometnog podsaveza. U Ljubljanskom nogometnom podsavezu započeo je s natjecanjem u 2. razredu Maribor – Čakovec 1932./33. kojeg je i osvojio. Od sezone 1933./34. igra u 1. razredu, a u sezoni 1937./38. je bio prvak Ljubljanskog nogometnog podsaveza.
Čakovčeki klubovi vratili su se u Zagrebački nogometni podsavez u sezoni 1940./41.
Drugi svjetski rat se 1941. proširio na područje Jugoslavije, a Čakovec je postao dijelom Mađarske. Čakovečki športski klub i Građanski športski klub spajaju se u Zrinyi. Klub je imao više sekcija, od kojih se najviše isticala nogometna, koja je igrala pod nazivom Csaktornyai sport klub (skraćeno CsSK). Csaktornyai sport klub igrao je prvenstvene utakmice s klubovima s juga Mađarske. Nogomet se u Čakovcu prestaje igrati 21. lipnja 1943. utakmicom između mjesnih električara i željezničara.
Završetkom Drugog svjetskog rata 1945. Čakovec postaje dijelom Jugoslavije. Klub od tad djeluje pod nazivom Jedinstvo. Godine 1961. Jedinstvo mijenja ime u MTČ. MTČ i Sloga spajaju se 1983. u MTČ – Sloga. Godine 1987. klub dobiva novi stadion te se raspada osnutkom ONK Sloga. MTČ – Sloga se od sezone 1988./89. natjecala pod imenom MTČ. Tijekom idućih nekoliko godina klub više puta mijenja ime: 1992. natjecao se pod imenom ČSK Patrick, od 1992./93. kao Čakovec, od 1994./95. kao Čakovec Union te konačno od 1997./98. Čakovec. Čakovec je kao doprvak 2. HNL 1999./00. prvi put u povijesti izborio 1. HNL. U sezoni 2000./01. bio je 8., dok je u sezoni 2001./02. ispao iz lige nakon što je ostvario 14. mjesto.
Od 12. ožujka 2014. zvao se Archea – Čakovec. U sezoni 2014./15. natjecao se u Međužupanijskoj ligi Čakovec – Varaždin  te je odustao nakon 7. kola. To je bila posljednja seniorska sezona u povijesti kluba, dok su se omladinske sekcije prestale natjecati 2015./16.

## Nastupi u završnicama kupa

### Kup maršala Tita
1947.
- prvo pretkolo: NK Kvarner Rijeka – NK Jedinstvo Čakovec      4:0

1949.
- šesnaestina finala: NK Jedinstvo Čakovec   – FK Mladi radnik Požarevac        7:5
- osmina finala:      NK Jedinstvo Čakovec    – FK Budućnost Titograd  1:2

1952.
- šesnaestina finala: NK Jedinstvo Čakovec     – FK Proleter Zrenjanin     3:1
- osmina finala:	     FK Sarajevo              – NK Jedinstvo Čakovec      7:0

## Poznati bivši igrači
- Danijel Štefulj
- Srećko Bogdan
- Robert Jarni
- Dario Jertec
- Nikola Pokrivač